# Isochaeta hamata
Isochaeta hamata är en ringmaskart som först beskrevs av Moore 1905.  Isochaeta hamata ingår i släktet Isochaeta och familjen glattmaskar. Inga underarter finns listade i Catalogue of Life.